# Il giorno dei trifidi
Il giorno dei trifidi (The Day of the Triffids), noto anche come L'orrenda invasione, è un romanzo di fantascienza dello scrittore inglese John Wyndham pubblicato nel 1951. Dal romanzo è stato tratto nel 1963 un film omonimo, uscito in Italia come L'invasione dei mostri verdi.

## Trama

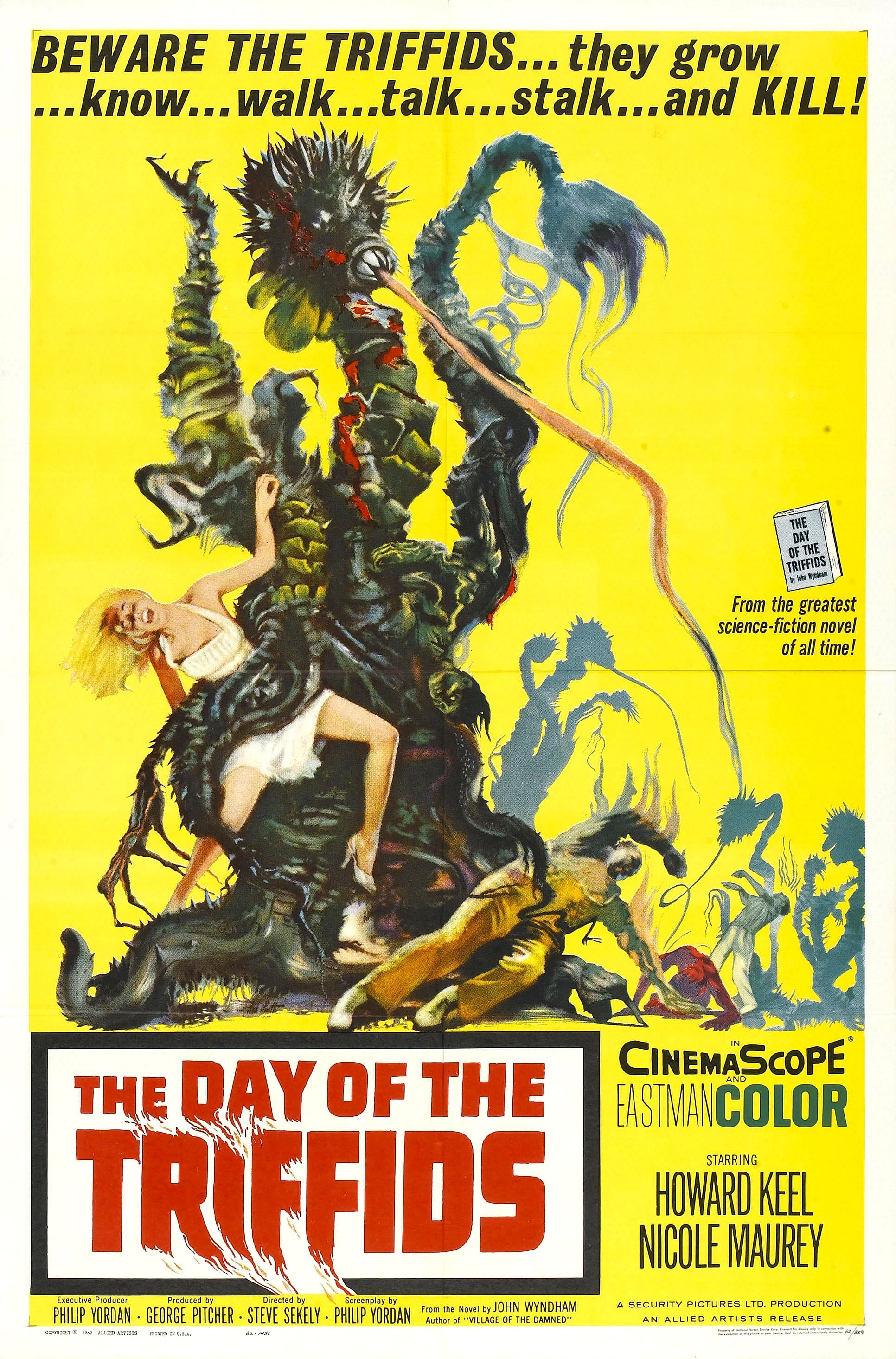
Locandina del film del 1963 L'invasione dei mostri verdi tratto dal romanzo.

I trifidi appartengono a una nuova specie vegetale, di probabile origine artificiale, hanno la capacità di sfilarsi dal terreno e muoversi lentamente su tre robusti steli. Queste piante, oltretutto, sono carnivore e riescono a nutrirsi degli insetti grazie alla resina che espellono dal fusto. Tuttavia si rivelano ben presto anche antropofagi, aspettando pazientemente che le loro vittime comincino a decomporsi per nutrirsene.
I trifidi sembrano essere in grado di comunicare fra loro e sono dotati di un verticillo terminale fornito di un mortale aculeo avvelenato, ma l'uomo decide comunque di coltivarli per l'eccellenza dell'olio che si ricava dalla loro linfa.
Il protagonista della storia è Bill Masen, un biologo addetto alla coltivazione dei trifidi, ricoverato in ospedale per un incidente nel quale i suoi occhi sono entrati in contatto con il veleno della pianta. Essendo bendato, non ha potuto ammirare lo spettacolo della inusuale pioggia di meteore della sera prima, che hanno illuminato il cielo di verde per diverse ore. Masen scopre però che tutti quelli che hanno assistito alla scena sono diventati ciechi, e si ritrova completamente solo a vagare per la città di Londra, silenziosa e brancolante, dove i pochi vedenti si approfittano della situazione o sono tenuti in schiavitù da non vedenti senza scrupoli.
Fra questi Josella Playton, una giovane scrittrice resa famosa da un romanzo rosa di contenuto piccante, che Masen libera dal suo aguzzino e porta con sé. Si riforniscono di armi e passano la notte in un appartamento abbandonato, dove cominciano ad essere attratti l'uno dall'altra.
Il giorno dopo si recano negli edifici dell'Università attirati da un segnale luminoso (la luce di un faro, chiara indicazione a cui potevano rispondere i soli vedenti), dove trovano un gruppo di persone vedenti e non vedenti organizzate da un uomo chiamato Michael Beadley, che intende abbandonare la città per la campagna ed invia i superstiti a far provviste per lo scopo. La sera vengono spiegati a tutti i piani della comunità, che prevedono l'abolizione del matrimonio monogamico e l'ammissione di un certo numero di donne non vedenti con il compito di continuare la specie; questo provoca agguerrite discussioni.
Nella notte scatta un allarme e con l'inganno un certo numero di persone vengono rapite e distribuite in diversi gruppi di non vedenti, con il compito di fare da guida. Wilfred Coker, uno della comunità, ha deciso questa mossa azzardata perché pensa in questo modo di poter salvare quante più persone possibile.
Bill perde il contatto con Josella e si trova ad organizzare uno di questi gruppi, dovendolo difendere dall'assalto di alcuni saccheggiatori. Alla fine si ritrova libero dai suoi guardiani, ma il senso di responsabilità gli impedisce di abbandonare i non vedenti, che dipendono in tutto e per tutto da lui. Partirà infine, ma solo dopo che una malattia avrà ucciso tutti gli altri; sarà lui stesso ad aiutare a morire una coraggiosa ragazza diciottenne, che gli si era offerta (ed era stata rifiutata) in cambio della promessa di restare con il gruppo.
Libero, Bill si mette alla ricerca di Josella per le strade della città, dove le epidemie e la fame stanno decimando la popolazione. Ritornato all'Università scopre un messaggio che rimanda chi lo legge alla Villa di Tynsham, e ritrova il suo rapitore ora pentito delle sue azioni. I due partono assieme alla volta di Tynsham, dove scoprono che il gruppo si è diviso e Florence Durrant sta organizzando una comunità basata sui più rigorosi princìpi cristiani. Josella non è lì e non ci sono indicazioni che si trovi con l'altro gruppo; tuttavia Bill decide di partire sulle sue tracce e Coker, perplesso dalla, a suo dire, poca organizzazione della comunità, si associa a lui.
Durante il viaggio si imbattono in un trio di sopravvissuti, ed insieme decidono di creare una base in un vecchio castello fortificato per poter esplorare i dintorni alla ricerca del gruppo di Michael Beadley. La campagna è invasa dai trifidi che sono carnivori e attaccano gli esseri umani. La squadra, a cui si è aggiunta una anziana signora del luogo, decide di ritornare a Tynsham per evitare una fine per isolamento, ma Bill vuole tentare un'ultima carta e si separa dagli altri in direzione di una località nel Sussex, di cui ricorda aver sentito parlare Josella.
Lungo la strada soccorre una bimba, Susan, assediata dai trifidi e la porta con sé. Dopo un lungo cammino scorgono un segnale luminoso che riescono a raggiungere, e finalmente Bill può ricongiungersi con Josella. Il luogo è in una fattoria in cui si è rifugiata con altre tre persone non vedenti, che miracolosamente erano riuscite a sopravvivere nonostante l'attacco reiterato dei trifidi. Bill vorrebbe tornare a Tynsham, ma le condizioni dei residenti non consentono un viaggio e quindi si rassegna ad attendere tempi migliori; più avanti scopre in una sua esplorazione che Tynsham è abbandonato ed infestato dai trifidi.
Il gruppo tenta quindi di organizzarsi nella fattoria ed ha relativamente successo; le brevi puntate nei borghi vicini consentono di approvvigionarsi del necessario. Tuttavia i trifidi aumentano la loro aggressività e progressivamente circondano la fattoria, attirati dai rumori. Ogni espediente viene messo in pratica per allontanarli, ma ogni volta si conseguono solo risultati marginali.
Il tempo passa e sei anni dopo un aereo atterra in prossimità della casa: è un uomo di Beadley, che li informa che il loro gruppo ha combattuto a lungo i trifidi ed infine ha fondato una colonia nell'Isola di Wight dopo averla liberata dalle piante assassine. Anche Coker, dopo diverse peripezie, si è rifugiato sull'isola. Bill ed i suoi sono addolorati dal dover lasciare la propria casa per ricongiungersi a Beadley, e decidono quindi di temporeggiare prima della partenza.
Le cose precipitano quando la fattoria viene raggiunta da una squadra paramilitare, capeggiata da un certo Torrence, che Bill riconosce come uno dei teppisti che ha affrontato a Londra. Torrence pretende di installare nella fattoria altre diciassette persone non vedenti, da usare come braccianti; nei suoi sogni vede la costruzione di un sistema feudale, con tanto di esercito per la difesa nazionale. Infine, annuncia di voler portare via la giovane Susan, per impiegarla al quartier generale. Bill e Josella sembrano rassegnati a cedere alle richieste ma più tardi, sfruttando la notte e le abbondanti bevute offerte agli ospiti dagli abitanti della casa, si allontanano dopo aver sabotato i mezzi degli inseguitori.
Il libro termina con il ricongiungimento alla colonia dell'Isola di Wight, e con la speranza che l'uomo possa un giorno liberarsi dai trifidi e tornare ad avventurarsi libero sulla Terra.

## Temi
- Il romanzo ricade pienamente nel filone della fantascienza apocalittica e post apocalittica, come molti dei romanzi successivi dello stesso autore. Caratteristiche sono le lotte per la ricostruzione ed il tema della tecnologia come causa della fine; il protagonista narra subito la teoria della manipolazione umana come origine dei trifidi (manipolazione genetica ante litteram), e solo verso la fine del romanzo accenna alla possibilità che la pioggia di meteore che ha provocato la cecità sia dovuta alla caduta di satelliti per uso militare.

- Il romanzo affronta anche aspetti sociologici relativi alla natura dell'uomo; ci sono egoisti-cattivi fra i vedenti che approfittano della loro condizione di superiorità funzionale per ricercare il personale tornaconto, ma ci sono anche vedenti altruisti-buoni (che vorrebbero salvare la vita ai loro fratelli ciechi), almeno cercando di alimentarli, salvo rendersi conto della impossibilità pratica nel lungo termine. Ci sono ciechi rassegnati e ci sono ciechi disperati che vorrebbero schiavizzare i vedenti per poter sopravvivere e si trasformano in aguzzini. Ci sono uomini vedenti disposti a mantenere in vita solo le donne (capaci di procreare figli vedenti) lasciando gli uomini ciechi al loro destino. Ci sono decisioni dolorose da prendere, molti accettano la morte dei loro fratelli, alcuni per disinteresse o egoismo, altri per rassegnato ragionamento.

- Altro punto fondamentale è la sopravvivenza del singolo in relazione alla sopravvivenza della specie; più volte l'autore torna su quale dovrebbe essere la sorte dei non vedenti nella ricostruzione, e fortunatamente nessuno dei personaggi propone di abbandonarli al proprio destino, anche se gli episodi di brutalità e l'opportunismo non difettano.[1] E certo è significativo il fatto che vengano rappresentate diverse filosofie della ricostruzione e che ognuna venga discussa approfonditamente fra i personaggi.[2]

- Il tema del mostro vegetale è frequente nella fantascienza ed è ben rappresentato dai trifidi; è interessante che il film La cosa da un altro mondo, uscito lo stesso anno del Giorno dei trifidi, abbia rimpiazzato la creatura mutaforma del racconto cui si è ispirato con un mostro vegetale deambulante.

- È pure presente e narrato con molta semplicità e coinvolgimento, un atto di eutanasia.

## Opere derivate
Nel 2001 lo scrittore horror Simon Clark ne ha realizzato un seguito (su autorizzazione degli eredi di Wyndham), Night of the Triffids (inedito in italiano), ambientato 25 anni dopo il primo ed avente come protagonista David Masen, figlio di Bill e Josella Playton.

## Adattamenti
Esistono varie trasposizioni del romanzo di Wyndham:
- L'invasione dei mostri verdi (The Day of the Triffids), film del 1963 diretto da Steve Sekely, e interpretato da Howard Keel e Nicole Maurey.[3] La sceneggiatura riprende solo pochi spunti dal romanzo e con lieto fine.
- The Day of the Triffids, miniserie televisiva del 1981, prodotta dalla BBC UK (inedito in Italia) in 6 puntate interpretato da John Duttine e Emma Relph.[4] La sceneggiatura è molto fedele al romanzo.
- The Day of the Triffids, miniserie televisiva del 2009.[5] La BBC ha realizzato un nuovo adattamento, con approccio "futuristico e dal ritmo veloce", su sceneggiatura di Patrick Harbinson (E.R. - Medici in prima linea e Law & Order) diviso in due parti da 90 minuti.
- Il Tempo dei Trifidi, sceneggiato audio a puntate su RadioDue negli anni settanta, molto fedele al romanzo

## Edizioni
- John Wyndham, The day of the triffids, Michael Joseph, 1951.
- John Wyndham, L'orrenda invasione, traduzione di Marisa Bulgheroni, collana Urania n° 3, Arnoldo Mondadori Editore, 1952,  p. 149.
- John Wyndham, Il giorno dei trifidi, traduzione di Marisa Bulgheroni, introduzione di Fruttero e Lucentini, collana Oscar Mondadori n° 588, Arnoldo Mondadori Editore, 1975,  p. 221.
- John Wyndham, Il giorno dei trifidi, traduzione di Marisa Bulgheroni, collana Classici Urania n° 44, Arnoldo Mondadori Editore, 1980,  p. 272.
- John Wyndham, Il giorno dei Trifidi, traduzione di Maurizio Nati, collana Collezione Immaginario Solaria n° 13, Fanucci Editore, 2004,  p. 313, ISBN 88-347-1017-7.
- John Wyndham, Il giorno dei trifidi, traduzione di Marisa Bulgheroni, collana Biblioteca Neri Pozza, Neri Pozza Editore, 2025,  p. 352, ISBN 9788854531734.